# Hua (华)
Huà 华 (spreek uit als [Ggwaa]) is een Chinese familienaam die zijn oorsprong vindt in het gebied van Hua Shan. Deze achternaam staat op de 28e plaats van de Baijiaxing. Volgens een mythe zijn de mensen met de achternaam  nakomelingen van Dai Gongzi van Song. Deze achternaam is niet verwant met de Chinese familienaam Huā.

## Bekende personen met de naam Huà
- Hua Tuo
- Hua Xiong
- Hua Tian
- Hua Luogeng
- Hua Guofeng
- Hua Yanjun